# Йоуханнес-Кристинн Бьяднасон
Йоуханнес-Кристинн Бьяднасон (исл. Jóhannes Kristinn Bjarnason; род. 24 февраля 2005, Плимут, Юго-Западная Англия) — исландский футболист, полузащитник шведского клуба «Норрчёпинг».

## Клубная карьера
Является воспитанником «Рейкьявика». 23 июня 2020 году дебютировал в его составе в матче 1/16 финала кубка Исландии с «Вайнгир Юпитерс». Бьяднасон появился на поле на 75-й минуте матча, а в компенсированное ко второму тайму время отметился забитым мячом, тем самым поучаствовав в разгроме соперника со счётом 8:1. 21 сентября сыграл свою первую игру в чемпионате Исландии. Во встрече с «Брейдабликом» он появился на поле в добавленное ко второму тайму время.
1 марта 2021 года перебрался в ШвецияШвецию, подписав контракт с «Норрчёпингом». 3 июля впервые попал в заявку клуба на матч чемпионата Швеции против «Мальмё», но на поле не появился.

## Карьера в сборной
Выступал за юношескую сборную Исландии.

## Личная жизнь
Родился в Англии в городе Плимут. Происходит из футбольной семьи. Его дед — Гудьон Тордарсон, отец — Бьядни Гудьонссон, дяди — Бьёрн Сигурдарсон, Тордур Гудьонсон, Йоуханнес-Карл Гудьонсон, а также двоюродный брат — Исак-Бергманн Йоуханнессон, все являются футболистами.

## Клубная статистика
| Выступление      | Выступление      | Выступление      | Лига | Лига | Кубки | Кубки | Конт. кубки | Конт. кубки | Итого | Итого |
| Клуб             | Лига             | Сезон            | Игры | Голы | Игры  | Голы  | Игры        | Голы        | Игры  | Голы  |
| ---------------- | ---------------- | ---------------- | ---- | ---- | ----- | ----- | ----------- | ----------- | ----- | ----- |
| Рейкьявик        | Избранная лига   | 2020             | 1    | 0    | 1     | 1     | 0           | 0           | 2     | 1     |
| Рейкьявик        | Итого            | Итого            | 1    | 0    | 1     | 1     | 0           | 0           | 2     | 1     |
| Норрчёпинг       | Аллсвенскан      | 2021             | 0    | 0    | 0     | 0     | 0           | 0           | 0     | 0     |
| Норрчёпинг       | Итого            | Итого            | 0    | 0    | 0     | 0     | 0           | 0           | 0     | 0     |
| Всего за карьеру | Всего за карьеру | Всего за карьеру | 1    | 0    | 1     | 1     | 0           | 0           | 2     | 1     |